# Harpalus nugax
Harpalus nugax är en skalbaggsart som beskrevs av Thomas Casey. Harpalus nugax ingår i släktet Harpalus och familjen jordlöpare. Inga underarter finns listade i Catalogue of Life.